# Серебряные трубы
«Сере́бряные тру́бы» — советский художественный полнометражный чёрно-белый фильм, снятый режиссёром Эдуардом Бочаровым на киностудии имени М. Горького в 1970 году. Премьера фильма состоялась 14 мая 1971 года.

## Сюжет
Фильм рассказывает о жизни Аркадия Гайдара после Гражданской войны, в 1924—1941 годах. Бывший командир Красной армии начинает с чтения первых рукописей своим друзьям, а вскоре становится известным детским писателем.

## В ролях
- Андрей Мягков — Аркадий Гайдар
- Иван Лапиков — мужик в госпитале
- Алевтина Румянцева — учительница Нина Ивановна
- Михаил Яншин — доктор
- Нина Агапова — защитница Филиппова
- Владимир Балашов — Филиппов
- Николай Граббе — судья
- Иван Жеваго — санитар
- Вадим Захарченко — свидетель на суде

## Критика
В газете «Советская культура» отмечалось, что фильм воскрешает некоторые страницы биографии солдата революции и писателя Аркадия Гайдара. Там же говорилось о том, что авторы картины вспоминают факты жизни писателя и стремились показать зрителям, как они становились фактами его творчества.